# Vladimir Svet
Vladimir Svet (ur. 11 marca 1992 w Tallinnie) – estoński polityk i samorządowiec, w latach 2024–2025 minister infrastruktury.

## Życiorys
Przedstawiciel rosyjskojęzycznej mniejszości w Estonii. W 2015 ukończył prawo na Uniwersytecie w Tartu, w 2017 uzyskał magisterium w tej samej dziedzinie. W latach 2011–2024 (z przerwą w latach 2016–2018) należał do Estońskiej Partii Centrum. Pracował jako urzędnik, w  latach 2017–2020 kierował administracją stołecznej dzielnicy Kesklinn, następnie do 2021 stał na czele administracji dzielnicy Lasnamäe. W latach 2021–2024 zajmował stanowisko zastępcy burmistrza Tallinna, zasiadał również w radzie miejskiej. W 2019 i 2023 uzyskiwał mandat posła do Riigikogu (jednak rezygnował z jego objęcia).
W lipcu 2024 przeszedł do Partii Socjaldemokratycznej. W tym samym miesiącu objął stanowisko ministra infrastruktury w rządzie Kristena Michala. Urząd ten sprawował do marca 2025.